# Ruthardt Oehme
Ruthardt Alexander Johannes Oehme (* 10. Juli 1901 in Böhla; † 5. Juni 1987 in Freiburg im Breisgau) war ein deutscher Geograph, Kartograph und Bibliothekar.

## Leben
Er studierte seit 1921 Geographie und Geschichte in Greifswald, Leipzig und Heidelberg. 1926 promovierte er und legte das Staatsexamen für das Lehramt an Höheren Schulen ab. Von 1926 bis 1929 absolvierte er die bibliothekarische Ausbildung an den Universitätsbibliotheken Heidelberg und Leipzig. Von 1929 bis 1933 war er Assistent am Geographischen Institut der Albert-Ludwigs-Universität Freiburg (1930–1941 Schriftleitung der Badischen geographischen Abhandlungen, seit 1938 Oberrheinische geographische Abhandlungen). Von 1933 bis 1939 war er wissenschaftlicher Bibliothekar an der UB Freiburg. Nach der Habilitation 1939 in Freiburg im Breisgau leistete er von 1939 bis 1945 Kriegsdienst in Frankreich und Südrussland. Von 1945 bis 1952 war er wissenschaftlicher Bibliothekar an der UB Freiburg. 1951 wurde er außerplanmäßiger Professor an der Universität Freiburg, ab 1952 an der TH Karlsruhe außerplanmäßiger Professor am Geographischen Institut. Von 1952 bis 1966 war er Direktor der Bibliothek der Technischen Hochschule Karlsruhe. 1954 erfolgte die Berufung in die Historische Kommission für Baden-Württemberg. Nach der Pensionierung 1966 war er von 1967 bis 1968 kommissarischer Leiter des Geographischen Instituts der Universität Karlsruhe.

## Schriften (Auswahl)
- Klein- und Großformen der Süd-West-Lausitz und des angrenzenden Quadersandsteingebietes. Heidelberg 1926.
- Die Geschichte der Kartographie des deutschen Südwestens. Konstanz 1961, OCLC 257053866.
- Eberhard David Hauber (1695–1765). Ein schwäbisches Gelehrtenleben. Stuttgart 1976, ISBN 3-17-002774-3.
- Johannes Oettinger 1577–1633. Geograph, Kartograph und Geodät. Stuttgart 1982, ISBN 3-17-007699-X.
- Bernhard Cantzler und seine Karte der Grafschaft Erbach. Karlsruhe 1991, ISBN 3-89063-602-0. (Nachdr. der Ausg. 1628 / Fachhochschule Karlsruhe, Fachbereich Vermessungswesen und Kartographie. Karlsruhe: Fachhochsch., Fachbereich Vermessungswesen und Kartographie.)